# Юнацький чемпіонат Європи з футболу (U-19) 2016
Чемпіонат Європи з футболу 2016 серед юнаків до 19 років — 15-й розіграш чемпіонату Європи з футболу серед юнаків до 19 років і 65-й, якщо враховувати всі юнацькі чемпіонати. Чемпіонат пройшов у Німеччині з 11 по 24 липня 2016 року.
В цьому турнірі мають право брати участь гравці, що народилися після 1 січня 1997 року.

## Кваліфікація
Відбірковий турнір до фінальної частини Чемпіонату Європи з футболу 2016 складався з двох раундів:
- Кваліфікаційний раунд: 18 вересня — 18 листопада 2015 року
- Елітний раунд: 23 березня — 30 березня 2016 року

У кваліфікаційному раунді брали участь 53 команди (Німеччина автоматично потрапила до фінальної частини на правах господаря турніру, Іспанія автоматично пройшла в елітний раунд як команда з найвищим коефіцієнтом), які були поділені на 13 груп по 4 команди. В елітний раунд вийшли переможці груп, команди, що зайняли другі місця, і одна найкраща команда серед тих, що посіли треті місця.
В елітному раунді взяли участь 28 команд, які були поділені на 7 груп по 4 команди. Переможці груп вийшли у фінальну частину.

## Учасники

Учасники юнацького Євро-2016

| Команда    | Найкращий результат              |
| ---------- | -------------------------------- |
| Німеччина  | Чемпіон (2008, 2014)             |
| Англія     | 2 місце (2005, 2009)             |
| Італія     | Чемпіон (2003)                   |
| Австрія    | півфінал (2003, 2006, 2014)      |
| Нідерланди | Груповий етап (2010, 2013, 2015) |
| Хорватія   | півфінал (2010)                  |
| Португалія | 2 місце (2003, 2014)             |
| Франція    | Чемпіон (2005, 2010)             |

## Місця проведення
| Аален                             | Ашпах                              | Гайденгайм-на-Бренці                  | Мангайм                             | Ройтлінген                               |
| --------------------------------- | ---------------------------------- | ------------------------------------- | ----------------------------------- | ---------------------------------------- |
| Шольц Арена Місткість: 14.500     | Мехатронік Арена Місткість: 10.000 | Фойт-Арена Місткість: 15.000          | Карл-Бенц-Штадіон Місткість: 27.000 | Штадіон ан дер Крейцех Місткість: 15.228 |
| Scholz Arena                      | Mechatronik Arena                  | Voith-Arena                           | Carl-Benz-Stadion                   | Stadion an der Kreuzeiche                |
| Зандгаузен                        | Зінсгайм                           | Штутгарт                              | Штутгарт                            | Ульм                                     |
| Гартвальштадіон Місткість: 15.300 | Рейн-Некар-Арена Місткість: 30.150 | Мерседес-Бенц Арена Місткість: 60.449 | Газі-Штадіон Місткість: 11.490      | Донауштадіон Місткість: 19.500           |
| Hardtwaldstadion                  | Wirsol Rhein-Neckar-Arena          | Mercedes-Benz Arena                   | Gazi-Stadion auf der Waldau         | Donaustadion                             |

## Груповий етап

### Група A
| М  | Команда    | І | В | Н | П | МЗ | МП | РМ | О |
| -- | ---------- | - | - | - | - | -- | -- | -- | - |
| 1. | Португалія | 3 | 1 | 2 | 0 | 6  | 5  | +1 | 5 |
| 2. | Італія     | 3 | 1 | 2 | 0 | 3  | 2  | +1 | 5 |
| 3. | Німеччина  | 3 | 1 | 0 | 2 | 6  | 5  | +1 | 3 |
| 4. | Австрія    | 3 | 0 | 2 | 1 | 2  | 5  | −3 | 2 |

| 11 липня 2016 |

| Німеччина | 0 – 1    | Італія             |
| --------- | -------- | ------------------ |
|           | Протокол | Дімарко 78' (пен.) |

| Мерседес-Бенц Арена, Штутгарт Арбітр: Алехандро Ернандес Ернандес (Іспанія) |

| 11 липня 2016 |

| Португалія | 1 – 1    | Австрія      |
| ---------- | -------- | ------------ |
| Емпіш 53'  | Протокол | Якупович 10' |

| Мехатронік Арена, Ашпах Арбітр: Рой Райншрайбер (Ізраїль) |

| 14 липня 2016 |

| Італія        | 1 – 1    | Австрія    |
| ------------- | -------- | ---------- |
| Локателлі 24' | Протокол | Шлагер 21' |

| Мехатронік Арена, Ашпах Арбітр: Аліяр Агаєв (Азербайджан) |

| 14 липня 2016 |

| Німеччина                         | 3 – 4    | Португалія                                   |
| --------------------------------- | -------- | -------------------------------------------- |
| Окс 12', 68' (пен.), 90+3' (пен.) | Протокол | Абубакар 37' Родрігес 48' Сілва 70' Бута 73' |

| Штадіон ан дер Крейцех, Ройтлінген Арбітр: Барт Вертентен (Бельгія) |

| 17 липня 2016 |

| Австрія | 0 – 3    | Німеччина                        |
| ------- | -------- | -------------------------------- |
|         | Протокол | Нойманн 50' Тойхерт 52' Гюль 87' |

| Штадіон ан дер Крейцех, Ройтлінген Арбітр: Анатолій Жабченко (Україна) |

| 17 липня 2016 |

| Італія             | 1 – 1    | Португалія |
| ------------------ | -------- | ---------- |
| Дімарко 15' (пен.) | Протокол | Бута 86'   |

| Газі-Штадіон, Штутгарт Арбітр: Раду Петреску (Румунія) |

### Група В
| М  | Команда    | І | В | Н | П | МЗ | МП | РМ | О |
| -- | ---------- | - | - | - | - | -- | -- | -- | - |
| 1. | Англія     | 3 | 3 | 0 | 0 | 6  | 3  | +3 | 9 |
| 2. | Франція    | 3 | 2 | 0 | 1 | 8  | 3  | +5 | 6 |
| 3. | Нідерланди | 3 | 1 | 0 | 2 | 5  | 8  | −3 | 3 |
| 4. | Хорватія   | 3 | 0 | 0 | 3 | 2  | 7  | −5 | 0 |

| 12 липня 2016 |

| Хорватія    | 1 – 3    | Нідерланди                    |
| ----------- | -------- | ----------------------------- |
| Брекало 43' | Протокол | Бергвейн 17', 85' Ламмерс 33' |

| Фойт-Арена, Гайденгайм-на-Бренці Арбітр: Анатолій Жабченко (Україна) |

| 12 липня 2016 |

| Франція     | 1 – 2    | Англія                    |
| ----------- | -------- | ------------------------- |
| Огюстен 33' | Протокол | Мішлен 3' (аг) Соланке 9' |

| Донауштадіон, Ульм Арбітр: Раду Петреску (Румунія) |

| 15 липня 2016 |

| Нідерланди  | 1 – 2    | Англія                  |
| ----------- | -------- | ----------------------- |
| Ламмерс 10' | Протокол | Соланке 36' Браун 90+2' |

| Донауштадіон, Ульм Арбітр: Рой Райншрайбер (Ізраїль) |

| 15 липня 2016 |

| Хорватія | 0 – 2    | Франція                |
| -------- | -------- | ---------------------- |
|          | Протокол | Огюстен 37' Мбаппе 69' |

| Шольц Арена, Аален Арбітр: Алехандро Ернандес Ернандес (Іспанія) |

| 18 липня 2016 |

| Англія                   | 2 – 1    | Хорватія |
| ------------------------ | -------- | -------- |
| Браун 4' Аночич 10' (аг) | Протокол | Моро 58' |

| Фойт-Арена, Гайденгайм-на-Бренці Арбітр: Аліяр Агаєв (Азербайджан) |

| 18 липня 2016 |

| Нідерланди      | 1 – 5    | Франція                               |
| --------------- | -------- | ------------------------------------- |
| Нурі 36' (пен.) | Протокол | Мбаппе 10', 63' Огюстен 29', 48', 75' |

| Шольц Арена, Аален Арбітр: Барт Вертентен (Бельгія) |

## Плей-оф
|  | Півфінали          | Півфінали |   |  | Фінал               | Фінал |  |
|  |                    |           |   |  |                     |       |  |
|  | 21 липня – Мангайм |           |   |  |                     |       |  |
|  | Англія             | 1         |   |  |                     |       |  |
|  | Італія             | 2         |   |  |                     |       |  |
|  |                    |           |   |  |                     |       |  |
|  |                    |           |   |  | 24 липня – Зінсгайм |       |  |
|  |                    |           |   |  | Франція             | 4     |  |
|  |                    | Італія    | 0 |  |                     |       |  |
|  |                    |           |   |  |                     |       |  |
|  |                    |           |   |  |                     |       |  |
|  |                    |           |   |  |                     |       |  |
|  | 21 липня – Мангайм |           |   |  |                     |       |  |
|  | Португалія         | 1         |   |  |                     |       |  |
|  | Франція            | 3         |   |  |                     |       |  |

### Відбір на молодіжний ЧС 2017
| 21 липня 2016 19:00 |

| Німеччина                       | 3 – 3 (дч) | Нідерланди                               |
| ------------------------------- | ---------- | ---------------------------------------- |
| Окс 44' Сердар 90+3' Меглем 96' | Протокол   | Нурі 81' ван дер Гейден 88' Ламмерс 111' |

| Гартвальштадіон, Зандгаузен Арбітр: Алехандро Ернандес Ернандес (Іспанія) |

|                                                      |       | Пенальті                                                   |  |
| Окс · Гюль · Міттельштадт · Конде · Гімбер · Генрікс | 5 – 4 | Вердонк · Ламмерс · ван дер Гейден · Росаріо · Нурі · Влап |  |

### Півфінали
| 21 липня 2016 12:00 |

| Англія         | 1 – 2    | Італія                  |
| -------------- | -------- | ----------------------- |
| Піккі 85' (аг) | Протокол | Дімарко 27', пен.', 60' |

| Карл-Бенц-Штадіон, Мангайм Арбітр: Рой Райншрайбер (Ізраїль) |

| 21 липня 2016 17:00 |

| Португалія      | 1 – 3    | Франція                  |
| --------------- | -------- | ------------------------ |
| Педру Пачеку 3' | Протокол | Блас 10' Мбаппе 67', 75' |

| Карл-Бенц-Штадіон, Мангайм Арбітр: Раду Петреску (Румунія) |

### Фінал
| 24 липня 2016 20:30 |

| Франція                                  | 4 – 0    | Італія |
| ---------------------------------------- | -------- | ------ |
| Огюстен 6' Блас 19' Тусар 82' Діоп 90+2' | Протокол |        |

| Рейн-Некар-Арена, Зінсгайм Арбітр: Аліяр Агаєв (Азербайджан) |

| Чемпіон Європи 2016 |
| ------------------- |
| Франція 8-й титул   |